# サッカーアンダルシア州代表
サッカーアンダルシア州代表（サッカーアンダルシアしゅうだいひょう、英: Andalusia autonomous football team）は、スペイン・アンダルシア州におけるサッカーの選抜チーム。スペインの一地方の選抜チームであり、欧州サッカー連盟(UEFA)や国際サッカー連盟(FIFA)に加盟していないため、UEFA欧州選手権やFIFAワールドカップなどの国際大会への出場資格はない。
1928年にアンダルシア代表を創設する計画が生まれ、セビージャで開催されたイベロアメリカン万博（1929年）の期間中に公式に代表の活動が始まった。1929年、エスタディオ・デ・エリオポリス（今日のエスタディオ・マヌエル・ルイス・デ・ロペーラ）にボカ・ジュニアーズ（アルゼンチン）を招待して親善試合が行なわれた。1965年まで活動を停止していたが、アンダルシア州サッカー協会(FAF)の創立50周年を記念し、セビージャのエスタディオ・ラモン・サンチェス・ピスフアンでパラグアイ代表と親善試合を行なった。

## 過去の試合
| 1974年12月18日 | アンダルシア州代表 | 4-3 | ルーマニア | ウエルバ                     |  |
| 22:00 CET      |                    |     |            | 競技場: ヌエボ・コロンビーノ |  |

| 1990年5月8日 | アンダルシア州代表 | 1-1 | ウルグアイ  | セビージャ                                      |  |
| 22:00 CET    | アルダナ (17)      |     | コレア (75) | 競技場: サンチェス・ピスフアン 主審: ナバレーテ |  |

| 1990年5月31日 | アンダルシア州代表 | 0-0 | ユーゴスラビア | カディス                     |  |
| 22:00 CET     |                    |     |                | 競技場: ラモン・デ・カランサ |  |

| 1999年12月28日 | アンダルシア州代表 | 1-0 | エストニア | グラナダ                 |  |
| 22:00 CET      |                    |     |            | 競技場: ロス・カルメネス |  |

| 2000年12月22日 | アンダルシア州代表 | 2-0 | モロッコ | コルドバ                     |  |
| 22:00 CET      |                    |     |          | 競技場: ヌエボ・アルカンヘル |  |

| 2001年5月17日 | アンダルシア州代表 | 3-1 | イラク | ベレス＝マラガ             |  |
| 22:00 CET     |                    |     |        | 競技場: ビバール・テリェス |  |

| 2001年12月27日 | アンダルシア州代表 | 3-3 | チュニジア | セビージャ             |  |
| 22:00 CET      |                    |     |            | 競技場: ラ・カルトゥハ |  |

| 2002年12月27日 | アンダルシア州代表 | 3-2 | チリ | マラガ                 |  |
| 22:00 CET      |                    |     |      | 競技場: ラ・ロサレーダ |  |

| 2003年12月27日 | アンダルシア州代表 | 1-0 | ラトビア | ウエルバ                     |  |
| 22:00 CET      |                    |     |          | 競技場: ヌエボ・コロンビーノ |  |

| 2004年12月29日 | アンダルシア州代表 | 0-0 | マルタ | セビージャ                                                                          |  |
| 22:00 CET      |                    |     |        | 競技場: ラモン・デ・カランサ 観客数: 8,000 主審: ダビド・フェルナンデス・ボルバラン |  |

| 2005年6月1日 | セビージャFC                                                           | 2-4 | アンダルシア州代表 | セビージャ                     |  |
| 22:00 CET    | トリスタン 2分 · ナバス 4分 · アントニート (PK) 57分 · マルチェナ 76分 |     | 李毅 52分          | 競技場: サンチェス・ピスフアン |  |

| 2005年12月28日 | アンダルシア州代表                                                     | 4-1 | 中華人民共和国 | カディス                                                                          |  |
| 22:00 CET      | トリスタン 2分 · ナバス 4分 · アントニート (PK) 57分 · マルチェナ 76分 |     | 李毅 52分      | 競技場: ラモン・デ・カランサ 観客数: 5,500 主審: ラファエル・ラミレス・ドミンゲス |  |

| 2006年12月27日 | アンダルシア州代表                 | 3-1 | イスラエル/ パレスチナ | セビージャ                                                  |  |
| 22:00 CET      | グイサ 5分, 22分 · アルファロ 69分 |     | サバン 43分            | 競技場: ラ・カルトゥハ 主審: ルイス・メディーナ・カンタレホ |  |

| 2007年12月27日 | アンダルシア州代表                                                          | 4-1 | ザンビア     | ヘレス                                                                |  |
| 22:00 CET      | アルス 26分 · バラル (PK) 39分 · デル・モラル 49分 · ガリャルド (PK) 90+2分 |     | カトンゴ 9分 | 競技場: チャピン 観客数: 5,000 主審: ホセ・ルイス・パラダス・ロメーロ |  |